# Kusita Királyság

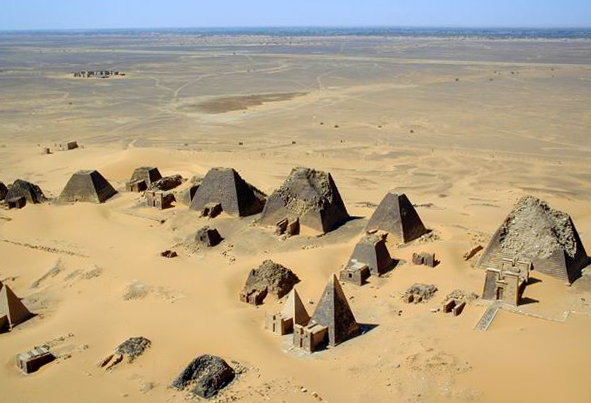
A meroéi királyi temető piramisai légifelvételről

A Kusita Királyság Núbia területén (a mai Szudán északi részén) fennálló ókori királyság volt, amely a Kr. e. 9. század és a Kr. u. 4. század között virágzott. Két nagy korszaka a napatai kor és a meroitikus kor, amelyek Núbia két fontos városához, Napatához, illetve Meroéhez kapcsolódnak.

## Földrajza és természeti adottságok
A Kusita Királyság területe természetföldrajzi szempontból két nagy térségre osztható: az északi régió keskeny Nílus menti félsivatagos területére és az 5. kataraktától délre fekvő Nílus menti szavannaövezetre. Az utóbbi magába foglalja a Nílus és az Atbara folyó közötti Butana-régiót, valamint a Kék- és Fehér-Nílus közti, ma Dzsezírának, azaz szigetnek nevezett termékeny területet.
A királyság déli kiterjedése pontosan még nem ismert, az azonban biztosra vehető, hogy a mai Felső-Nílus mocsárvidéke természetes határt szabhatott mindenfajta nagyobb terjeszkedésnek. Azon beszámolók alapján, amelyeket Nero császár Núbiába küldött felderítői hoztak Rómába (Seneca, Nat. quaest. VI. 8. 3–4), úgy tűnik, hogy Butanától délre számos kisebb, többé-kevésbé független királyság létezett a Kr. u. 1. században. Ez a terület régészeti szempontból ma még szinte teljesen feltáratlan.
A déli régió, a Gezíra és Butana füves, ligetes szavannáin lehetőség volt a Nílus menti öntözéses földművelés mellett nagy állatcsordák (szarvasmarha és kecskefélék) legeltetésére is. Évente az esős nyári időszakokban lehulló csapadékmennyiség és a terület számos természetes vízforrása lehetővé tette a Nílustól távolabb, akár többnapi járóföldre fekvő, nagyobb központok (mint Naqa vagy Basza) létrejöttét, ahol kutak mellett, nagy kerek víztározók (arab szóval hafírok) építésével biztosították a lakosság vízellátását a száraz évszakban is.
A hatalmas, akár 250 méter átmérőjű, 5-6 méter mély hafírok szolgáltak az állatcsordák itatására is, és az ezek mellett álló templomok és adminisztratív központok biztosították az adószedést és az ellenőrzést a királyság félnomád lakói felett. A Nílustól kelet felé távolodva fokozatosan csökken a kusita emlékek száma; mai ismereteink alapján a királyság közvetlen uralma valószínűleg nem terjedt túl az Atbara folyó vonalán. Nyugat felé a kutatás mai állása szerint a Nílus nyugati partján csak kis számú ismert kusita lelőhely található, így feltételezhető, hogy a királyság befolyási övezete itt sem terjedt túl néhány napi járóföldnél távolabbra a mai Kordofán felé.
A Níluson lefelé haladva, a nehezen hajózható 4. és 5. katarakta közti barátságtalan vidék viszonylagos elzártságban maradt a királyság központi területeitől. Az utóbbi évek leletmentéseinek eredményei alapján megállapítható, hogy ez a terület egészen a Kr. u. 2–3. századig gyéren lakott vidék volt. A fő közlekedési útvonalat a királyság egyik gazdasági és kulturális szempontból legfontosabb tartományába, a Napata-régióba nem is a nehezen járható Nílus-völgyi útvonal, hanem inkább a Bajúda-sivatagon keresztül átvezető utak jelentették, amelyek mentén több útállomás állt.
Napata, a Dzsebel Barkal szent hegye tövében épült ősi templomközpont és város volt a több központú ország egyik északi fővárosa. A 4. és a 3. katarakta között elterülő Letti- és Kerma-medence volt az északi régió legtermékenyebb vidéke, ahol a gabona, hüvelyesek, zöldségfélék és datolya termesztése mellett szőlőgazdálkodásra is van adat. E gazdag terület két legfontosabb központja Kawa (Gematon) és Kerma (Pnubsz) volt.
A 3. kataraktától északra, a Dal katarakta és a 2. katarakta közötti, szinte teljesen terméketlen, sziklás Batn el-Hagar vidékig terjedő, Szedeinga központú régió kusita kori történetéről ma még kevés ismeret áll rendelkezésre.
A 2. kataraktától északra fekvő Alsó-Núbia történetének megrajzoláshoz az Asszuáni-gátakhoz kapcsolódó leletmentések miatt jóval több információval rendelkezünk. Sajnálatos módon a lelőhelyek jelentős részét az 1960-as évek óta nem publikálták, valamint az egyik legfontosabb központ, Farasz korai rétegeit nem tárták fel sohasem. A ma már víz alá merült vidéket a kusita királyoknak a késő napatai kori uralom után, a Kr. e. 3–2. század fordulóján, a nagy felső-egyiptomi felkelés idején sikerült teljesen elfoglalniuk.
A Farasz környékét leszámítva viszonylag gyenge mezőgazdasági adottságú terület jelentőségét elsősorban az Egyiptomba vezető kereskedelmi utak, valamint a Keleti-sivatag aranybányáinak közelsége adta meg. A régészeti adatok arra utalnak, hogy a núbiai uralkodók az ezt követő évszázadban jelentős erőforrásokat mozgósítottak a korábban elsősorban félnomád lakosság által lakott terület betelepítésre és integrálásra.
Bár V. Ptolemaiosz (Kr. e. 204–180) hadserege visszafoglalta Alsó-Núbiát, az ezt követő időszakban a Ptolemaioszok valódi uralma a Philai és Kaszr Ibrim közötti Harmincmérföldes Területre (Triakontaszkhoinosz), majd az el-Mahárakkáig (Hiera Szükaminosz) terjedő Tizenkétmérföldes Területre (Dodekaszkhoinosz) korlátozódott. Az Egyiptom római elfoglalása utáni rövid háborús időszakot leszámítva Hiera Szükaminosz maradt a Kusita Királyság határa a Kr. u. 3. század második feléig, amikor is a római csapatok feladták a déli határvidéket és a határt Philae-nél húzták meg. A kusita uralom északi központja Farasz volt, de kusita főtisztviselők gazdag sírjai kerültek elő északabbra, Karanog mellett is.
Az Alsó-Núbián keresztül folyó kereskedelem, az afrikai javak (elefántcsont, keményfa, állatbőrök, fűszernövények, gyógyszerek és egyéb luxuscikkek) exportja és a cserébe kapott mediterrán termékek (bronz és üvegáru, élelmiszer stb.) forgalma, bár, úgy tűnik, a központi raktárakon keresztül folyt, jelentős anyagi és kulturális prosperitást hozott erre a vidékre.

## Története

### Előzmények – Núbia „sötét kora” és az el-Kurrui Fejedelemség (Kr. e. 1070 k. – 8. század)
Az újbirodalom hanyatlása után Egyiptom fokozatosan elvesztette ellenőrzését Núbia felett. Az ezt követő mintegy kétszáz év története meglehetősen homályos. A legvalószínűbb, hogy Felső-Núbia apró lokális fejedelemségekre esett szét.
Vitatott kérdés továbbá, hogy mennyire éltek tovább ebben az időben a nagy egyiptomi templomközpontok. A legújabb Dukki Gelben (Kermában) folytatott ásatások talán azt erősítik meg, hogy volt bizonyos kontinuitás.
Éles tudományos vita bontakozott ki ugyanakkor arról hogy az el-Kurruban temetőben feltárt fejedelmi sírdombok és piramisok, milyen hosszú ideig követhetők vissza az időben. T. Kendall szerint az el- Kurrui sírok legfeljebb a Kr. e. 10. századig követhetők vissza, Török László szerint viszont 14 fejedelmi generációt azonosított Piyét megelőzően, és egészen a Kr. e. 1020-as évekig vezeti vissza az el-kurrui fejedelmek dinasztiáját.

### AXXV. dinasztia(Kr. e. 746 – 664 (656))
Napata környékének uralkodói a Kr. e. 8. század első felére új, erős bennszülött királyságot hoztak létre. A királyság uralkodói Kr. e. 743 körül kiterjesztették uralmukat Egyiptomra is, és mintegy 80 évig núbiai fáraók ültek Egyiptom trónján. Az észak–déli irányban több mint 1600 km kiterjedésű birodalom óriási gazdasági és kulturális fellendülés kora volt Núbia számára. A Nílus mentén minden jelentősebb városban kő- és agyagtégla templomok, királyi paloták és nagy kereskedelmi raktárak épültek.
Az egyiptomi nyelvben jártas núbiai papság hieroglif feliratokban örökítette meg az uralkodók tetteit, ugyanakkor az egyiptomi és afrikai formák, hagyományok ötvözéséből lassan új, saját művészeti nyelv született. A kusita kultúra önálló jellege tovább erősödött, miután Napata uralkodóit az asszír seregek, majd a felemelkedő szaiszi uralkodók (XXVI. dinasztia) seregei Kr. e. 664 után fokozatosan kiszorították Egyiptomból. A XXV. dinasztia fáraói és utódaik, valamint a királyi család előkelői a 4. katarakta közelében található Napata környékén temetkeztek, festett, szent szövegekkel ellátott sírkamráik fölé piramisok épültek.

### Napatai kor (Kr. e. 656 – 270 k.)

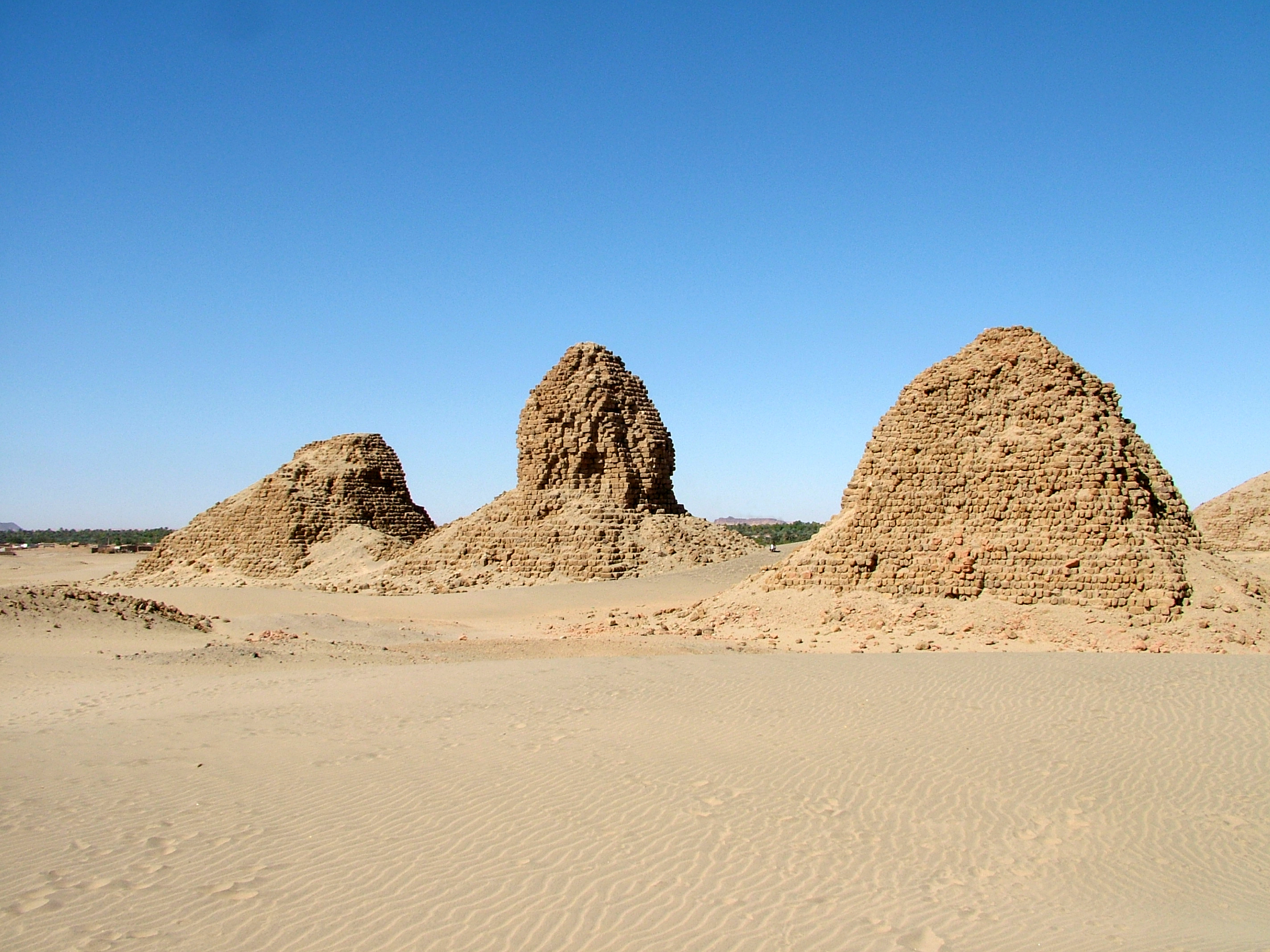
Napata-kori királyi piramisok Nuriban

### Meroitikus kor (Kr. e. 270 k. – Kr. u. 350 k.)

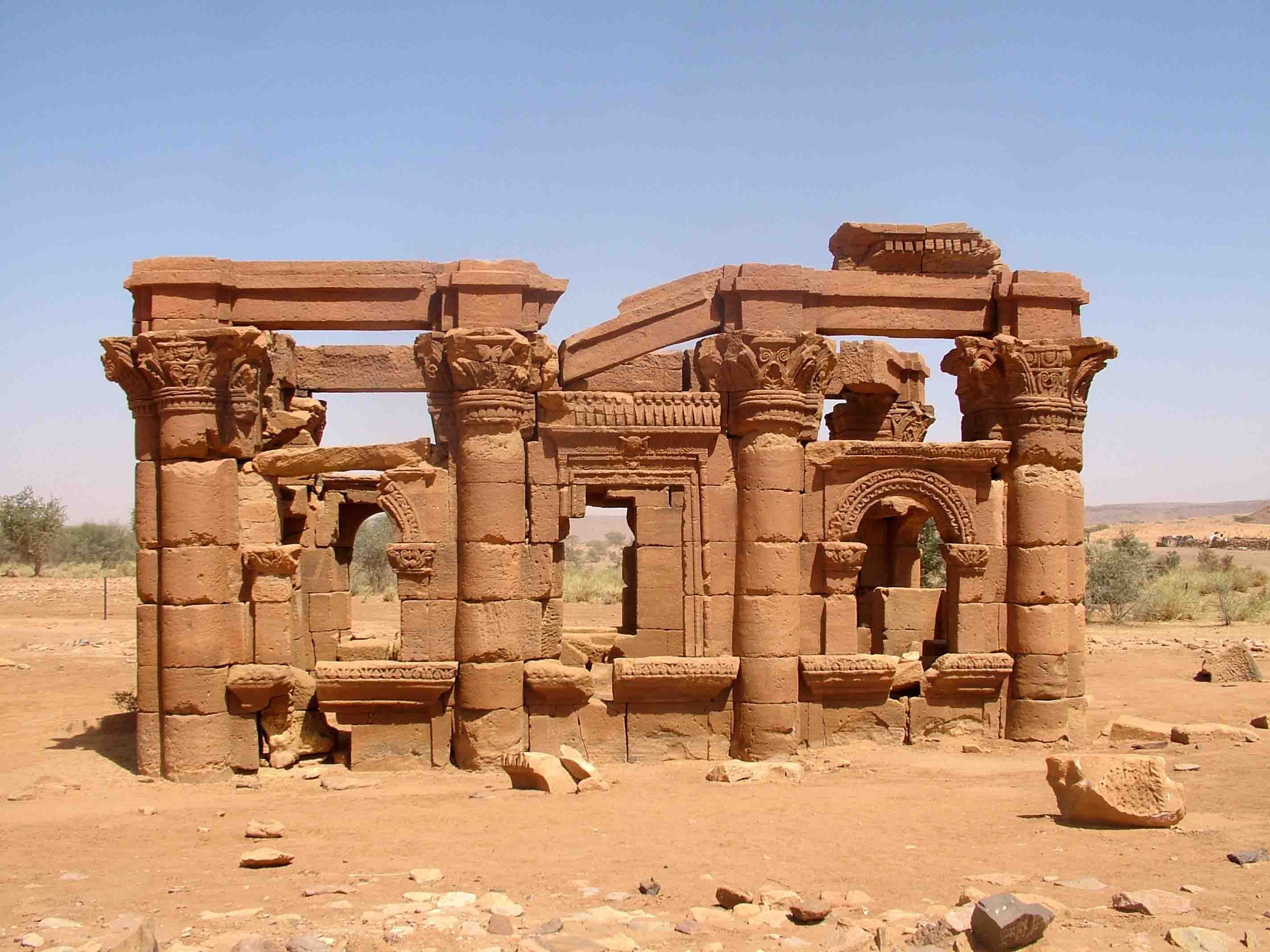
Meroitikus kori kioszk Naqában (Kr. u. 1. század)

Jelenlegi ismereteink alapján a Napata Királyság hatalmi centruma az évszázadok folyamán egyre jobban dél felé, az 5. és 6. katarakta közötti szavannás terület irányába tolódott. A birodalom a Kr. u. 3. század első felében megújult, az ezt követő korszakot meroitikus kor vagy a Meroitikus Királyság kora névvel jelölik a régészek. A királyság legfontosabb hatalmi központja ekkor már a Kartúmtól északra található Meroé városa volt, ahová az uralkodók és családtagjaik is temetkeztek.
Meroé királyai felügyelték a belső-afrikai kereskedelmet, feliratokkal és reliefekkel díszített kőtemplomaik, palotáik és piramisaik nagy gazdagságról tanúskodnak. Meroé diplomáciai és kulturális kapcsolatban állt a mediterrán világgal és az Egyiptomot elfoglaló Római Birodalommal is. A meroitikus kultúra saját különleges formakincset és stílust hozott létre. A monumentális kőépítészet, a kerámiafestés és más művészeti ágak mellett fontos kulturális vívmány volt, hogy a meroéi írnokok a Kr. e. 2. században sajátos ábécén alapuló írásrendszert hoztak létre nyelvük leírására. A meroitikus írás fokozatosan átvette a korábbi egyiptomi nyelvű feliratok helyét.
A Meroitikus Királyság hanyatlása a Kr. u. 4. század elején kezdődött, ahogy az etiópiai Akszúmi Királyság felemelkedésével a középső Nílus-völgy fokozatosan elvesztette jelentőségét az afrikai kereskedelemben.
Alsó-Núbia a meroitikus kor idején többször cserélt gazdát. A terület egy része hosszabb-rövidebb ideig a hellenisztikus Egyiptomhoz és azt elfoglaló Római Birodalom határövezetéhez tartozott.

## Művészet, kultúra
Napatában Taharka király a thébai szentélyekhez hasonló nagy templomokat építtetett. Meroé romjai közül figyelemre méltóak a királyi paloták, valamint Amon isten temploma. A város közelében több nagy kiterjedésű piramistemető található.